# Азербайджанці в Казахстані
Азербайджанці (азерб. Qazaxıstan azərbaycanlıları) є 10-м за численністю народом Казахстана і мають позитивну динаміку приросту, що склалася в основному завдяки збереженню традицій багатодітності серед селян. За переписом 2009 року 48,8 % азербайджанців Казахстану проживали у сільській місцевості.. Особливо висока частка селян була у південних областях Казахстану. На початок 2015 року чисельність діаспори впритул наблизилася до позначки 100 тис. осіб. На території республіки діє Конгрес азербайджанців Казахстану «Туран». Більше того, азербайджанські об'єднання та асоціації нині створені у всіх областях та великих містах країни: в Алматинській області — «Алматинське обласне азербайджанське етнокультурне об'єднання», Акмолінській (м. Астана) — ОЮЛ «Союз азербайджанських культурних центрів Казахстану», «Жамбилській», Павлодарській — «Ватан», Костанайській — «Гейдар», Мангістауській — «Достлук», Шимкентській (м. Шимкент) — «Азербайджанське етнокультурне об'єднання», місті Алмати — "Товариство азербайджанців «Озан», Алмалинському районі «Аз-Бірлік». Азербайджанська мова викладається у недільних школах.

## Історія
Історія формування азербайджанської діаспори є однією з найрізноманітніших у Казахстані: серед азербайджанців Казахстану є й нащадки добровільних переселенців початку XX століття, та кілька хвиль репресованих азербайджанців, депортованих із Грузії та Вірменії в 1937, потім у 1944—1949 роках. Зрештою, у 1950—1980-х роках частина азербайджанців із власне Азербайджану прибувала до республіки за розподілом чи за власним бажанням для роботи на нафтових свердловинах (не менше 15 000). Інформаційно-аналітичний центр з вивчення суспільно-політичних процесів на пострадянському просторі. Нащадки депортованих азербайджанців компактно мешкають у селах Південного Казахстану, добре вкоренилися в республіці та традиційно займаються сільським господарством. У 1990-ті роки у зв'язку з початком нафтового буму в Азербайджані частина діаспори залишила територію республіки Казахстан. Проте, вже до 2009 року високий природний приріст допоміг компенсувати втрати від еміграції і навіть перевищив їх. Нащадки останніх хвиль, як і мобільна молодь, дедалі більше схильні до переїзду у великі міста, особливо Алмати, де їхня частка досягла 0,5 % всього населення. Але досі кожен третій азербайджанець Казахстану (близько 33 тис. осіб) мешкає у Туркестанській області.